# ر. إتش بينغ
ر. إتش بينغ (بالإنجليزية: R. H. Bing)‏ هو طوبولوجي ورياضياتي وأستاذ جامعي أمريكي، ولد في 20 أكتوبر 1914، وتوفي في 28 أبريل 1986 في أوستن في الولايات المتحدة.